# Tossals de Santa Maria
Els Tossals de Santa Maria és una muntanya de 261 metres que es troba al municipi de Castellnou de Seana, a la comarca catalana del Pla d'Urgell.